# Kusini Yengi
Kusini Yengi, né le 15 janvier 1999 à Adélaïde en Australie, est un footballeur international australien qui joue au poste d'avant-centre pour Aberdeen FC.

## Biographie

### Jeunesse
Yengi est né à Adélaïde de Ben, un défenseur des réfugiés né dans ce qui est aujourd'hui le Soudan du Sud et qui émigre en Australie au début des années 1970, et d'Emma Yengi, une primatologue d'origine anglaise,.

### En club

#### Adelaïde United
Le 21 février 2020, Yengi fait ses débuts pour Adelaïde United en remplaçant Kristian Ospeth à la 67e minute lors d'une défaite 5-2 contre les Western Sydney Wanderers,.
Le 13 mars 2021, il inscrit un but et délivre une passe décisive contre le rival, Melbourne Victory. Yengi célebre son but en sautant par-dessus les panneaux publicitaires et exulte devant les supporters du Melbourne Victory.

#### Western Sydney Wanderers
Le 22 juin 2022, Yengi signe avec les Wanderers.
Il joue son premier match contre Perth Glory, le 9 octobre 2022. Le match se solde par une victoire de l'équipe de Sydney sur le score de 1-0 pour l'ouverture du championnat. A cette occasion, son père vient le voir jouer pour la première fois depuis qu'il est professionnel.
Le 12 novembre 2022, Yengi, après une passe décisive de Miloš Ninković, marque le seul but pour battre le Sydney FC et remporte le Derby de Sydney avec les Western Sydney Wanderers, à partir de ce moment-là, Yengi a marqué dans les deux Derbys de Sydney à l'Allianz Stadium en obtenant et en aidant Amor Layouni.

#### Portsmouth FC
Le 2 juillet 2023, il signe à Portsmouth club de League One pour un contrat de deux ans. Yengi quitte les Western Wanderers. Le natif d'Adélaïde joue 45 matchs en A-League sous le maillot d'Adélaïde United et des Wanderers.
Il marque le but de l'égalisation lors de son premier match contre Bristol Rovers le 5 août 2023 peu après être rentré en fin de match à la place d'Anthony Scully sur une passe décisive de Joe Rafferty. Le match se termine sur le score de 1-1,. Trois jours plus tard, il inscrit un doublé lors d'une victoire 3-1 contre Forest Green Rovers au premier tour de la Coupe EFL. Peu de temps après ses débuts pour Pompey, Yengi se blesse à la cheville ce qui l'écarte des terrains pour deux mois,.

### En sélection
Yengi reçoit sa première convocation avec l'équipe d'Australie pour les éliminatoires de la Coupe du monde 2026 en novembre 2023 contre le Bangladesh et la Palestine. Il partage sa sélection avec les anciens coéquipiers d'Adelaïde United Craig Goodwin et Joe Gauci. Yengi a fait ses débuts internationaux pour les Socceroos contre le Bangladesh à Melbourne le 16 novembre 2023, remplaçant Brandon Borrello à la 72e minute.
Il est sélectionné par Graham Arnold pour particier à la Coupe d'Asie de l'AFC 2023 au Qatar. Il dispute un match amical contre Bahreïn avant le tournoi. Yengi joue sa première rencontre en tant que titulaire pour les Australiens lors de leur troisième match de la Coupe d'Asie de l'AFC 2023, contre l'Ouzbékistan.

## Vie privée

### Famille
Le frère cadet de Kusini, Tete, joue également comme attaquant pour Livingston, en Scottish Premiership. Tete Yengi a déjà joué pour les Newcastle Jets en A-League.

### Idoles
L'idole de Yengi depuis petit est Cristiano Ronaldo, il l'a découvert lors de son passage au Real Madrid. Plus localement, Yengi admet admirer Fábio Ferreira et Awer Mabil.

## Statistiques

### Statistiques en club
| Saison                | Club                     | Championnat           | Championnat | Championnat | Championnat | Coupe nationale | Coupe nationale | Coupe nationale | Coupe de la Ligue | Coupe de la Ligue | Coupe de la Ligue | EFL Trophy | EFL Trophy | EFL Trophy | Australie | Australie | Australie | Total | Total | Total |
| Saison                | Club                     | Division              | M.          | B.          | P.d.        | M.              | B.              | P.d.            | M.                | B.                | P.d.              | M.         | B.         | P.d.       | M.        | B.        | P.d.      | M.    | B.    | P.d.  |
| 2019-2020             | Adelaide United FC       | A-League              | 3           | 0           | 0           | -               | -               | -               | -                 | -                 | -                 | -          | -          | -          | -         | -         | -         | 3     | 0     | 0     |
| 2020-2021             | Adelaide United FC       | A-League              | 16          | 4           | 4           | -               | -               | -               | -                 | -                 | -                 | -          | -          | -          | -         | -         | -         | 16    | 4     | 4     |
| 2021-2022             | Adelaide United FC       | A-League              | 8           | 2           | 1           | -               | -               | -               | -                 | -                 | -                 | -          | -          | -          | -         | -         | -         | 8     | 2     | 1     |
| Sous-total            | Sous-total               | Sous-total            | 27          | 6           | 5           | -               | -               | -               | -                 | -                 | -                 | -          | -          | -          | -         | -         | -         | 27    | 6     | 5     |
| 2022-2023             | Western Sydney Wanderers | A-League              | 18          | 4           | 2           | -               | -               | -               | -                 | -                 | -                 | -          | -          | -          | -         | -         | -         | 18    | 4     | 2     |
| 2023-2024             | Portsmouth FC            | League One            | 26          | 9           | 0           | 1               | 0               | 0               | 1                 | 2                 | 0                 | 3          | 2          | 2          | 8         | 4         | 0         | 39    | 17    | 2     |
| 2024-2025             | Portsmouth FC            | Championship          | 5           | 0           | 0           | -               | -               | -               | -                 | -                 | -                 | -          | -          | -          | 1         | 0         | 0         | 6     | 0     | 0     |
| Sous-total            | Sous-total               | Sous-total            | 31          | 9           | 0           | 1               | 0               | 0               | 1                 | 2                 | 0                 | 3          | 2          | 2          | 9         | 4         | 0         | 45    | 17    | 2     |
| Total sur la carrière | Total sur la carrière    | Total sur la carrière | 76          | 19          | 7           | 1               | 0               | 0               | 1                 | 2                 | 0                 | 3          | 2          | 2          | 9         | 4         | 0         | 90    | 27    | 9     |

## Palmarès

### En club
| Portsmouth FC (1)                                                    |
| - Championnat d'Angleterre de troisième division : - Champion : 2024 |